# Uitgeverij Elmar
Uitgeverij Elmar is een Nederlandse uitgeverij gevestigd in Delft, die zich heeft toegelegd op reisgidsen en reisverhalen.  

## Geschiedenis
Uitgeverij Elmar werd oorspronkelijk opgericht in de jaren zestig in Delft, maar verhuisde al vrij snel naar Rijswijk. Na het faillissement in 2010 en de daaropvolgende doorstart werden de activiteiten terug naar Delft verplaatst. 
De uitgeverij richt zich sindsdien vooral op literatuur rond het thema reizen en actief ontspannen. In het verleden was de catalogus veel breder; de uitgever begon met vier prentenboeken met foto’s van grote Nederlandse steden. Naast onder andere jeugdliteratuur en kookboeken gaven ze ook een serie sciencefictionromans onder de naam Elmar SF uit.

## Auteurs
Een selectie van auteurs wiens werk is uitgebracht door uitgeverij Elmar:
- Dennis van der Geest
- Robert Kiyosaki
- Donald Niedekker
- Ludo Noens
- Ciny Peppelenbosch
- Frank van Rijn
- Dolf de Vries